# 有賀明美
有賀 明美（ありが あけみ、1977年12月17日 - ）は、日本のウェディングプランナーである。株式会社テイクアンドギヴ・ニーズ所属。兵庫県生まれ。

## 略歴
- 1977年生まれ。フェリス女学院大学卒業後、ハウスウェディングのパイオニアである株式会社テイクアンドギヴ・ニーズに入社。
- 型にはまった結婚式が一般的だった中、「結婚式にサプライズ」という新しい概念をつくりだした「オリジナルウェディング」の先駆者で業界のカリスマ的存在。これまで15年間に渡り1,000組以上の国内外のウェディングを監修・担当してきた。
- そのクリエイティビティーが高く評価され、業界外でも秋元康やおちまさととのコラボレーションによる商品開発にも携わっている。また、新郎新婦の心に深く入り込みつくりだすウェディングは時に「絆の修復」などの奇跡を生み「これまで参加した結婚式でもっとも感動した」と、数多くの芸能人、アーティスト、スポーツ選手から指名を受け、結婚式を手掛けてきた。自らのブログに掲載した感動ウェディングストーリー「優しい記憶」は、たちまちツイッターで拡散され2011年の年間注目記事ランキングで7位にランクインされ話題となった。
- 2014年に自身も結婚し、出産を経験したことで、少子化や未婚率の上昇、晩婚化の現状を受け、「結婚」そのものや「夫婦・家族」の有り方についての啓発活動もスタートしている。

### 監修
- フジテレビ系連続ドラマ「ウエディングプランナー SWEETデリバリー」（2002年4月 - 6月、主演：ユースケ・サンタマリア、飯島直子）の総合監修
- 日本テレビ系連続ドラマ「伝説のマダム」（2003年4月 - 6月、主演：桃井かおり）のウェディング監修
- TBS系連続ドラマ「夫婦。」（2004年10月 - 12月、主演：田村正和、黒木瞳）のウェディング監修
- 北斗の拳 生誕25周年イベント「結魂式」（2008年9月13日）のウェディング監修
- フジテレビ系連続ドラマ「大切なことはすべて君が教えてくれた」（2011年1月 - 3月、主演：戸田恵梨香・三浦春馬）のウェディング監修

### 結婚式をプロデュースした著名人・イベント
- 2001年7月：小野伸二（サッカー元日本代表）
- 2004年7月：堂珍嘉邦（歌手、CHEMISTRY）、森田あつ子（モデル）
- 2006年7月：中村俊輔（サッカー元日本代表）
- 2008年10月：井上康生（柔道家）、東原亜希（タレント）
- 2009年4月：宮沢りえ（女優）
- 2009年8月25日：GREEN TOKYO ガンダムプロジェクト「ガンダム×T&Gウェディング」
- 2009年10月：秋山成勲（格闘家）、SHIHO（モデル）
- 2010年1月：梨花（モデル）
- 2010年8月：石田純一（俳優）、東尾理子（プロゴルファー）
- 2010年9月：山本優希（モデル）
- 2011年3月：バービィー・スー（中国の女優、海南島で行われた）
- 2011年12月：三浦皇成（騎手）、ほしのあき（タレント）
- 2013年1月：中田敦彦（お笑い芸人‐オリエンタルラジオ）、福田萌（タレント）
- 2013年3月： AHN MIKA ／アンミカ（モデル）
- 2013年12月：真山景子（モデル）

## 著書
- 『私らしく結婚＆新生活ブック』ナツメ社（2005年5月発売）
- 『なりたい自分になれる魔法の計画（プラン）』きこ書房（2005年9月）
- 『大切な人に会いたくなる結婚式の物語』ダイヤモンド社（2012年1月）ISBN 978-4-478-01422-6
- 『WEDDING Designs』扶桑社（2013年5月）ISBN 978-4-594-06811-0

## テレビ出演
- グラン・ジュテ 私が跳んだ日
- オイコノミア
- ドラクロア
- シューイチ
- スッキリ!!
- コレってアリですか?
- 心ゆさぶれ!先輩ROCK YOU
- 人生が変わる1分間の深イイ話
- ジョブチューン アノ職業のヒミツぶっちゃけます!
- 内村とザワつく夜
- リンカーン
- さんま・玉緒のお年玉あんたの夢をかなえたろかスペシャル
- 森田一義アワー 笑っていいとも!
- 情報プレゼンター とくダネ!
- 直撃LIVE グッディ!
- お願い!ランキング